# RB萊比錫
莱比锡草地球类运动注册协会（德語：RasenBallsport Leipzig e. V.）简称为RB莱比锡，是一家总部设于德国萨克森州莱比锡的足球俱乐部。该俱乐部是由功能饮料生产商红牛公司在2009年通过收购第五级别联赛球队马克兰施泰特而得，并制订了一个10年内升入德国足球甲级联赛的计划。其主场设于红牛竞技场。
在俱乐部成立的首个赛季中，RB莱比锡即统治了东北高级联赛南区（第五级别），并以冠军身份晋身至2010-2011赛季的北部地区联赛（第四级别）。在2012-2013赛季中，RB莱比锡以不败的战绩升入丙级联赛（第三级别）。至2013-2014赛季，他们又以亚军身份进一步晋级至乙级联赛。2014-2015賽季，球隊的第一個乙組聯賽賽季只拿下第五名，無緣升級，一直到2015-2016賽季的第32輪，球隊在主場戰勝了卡尔斯鲁厄，才成功鎖定了一個升上德甲的名額。在之后的几个赛季球队越战越勇，取得德甲亚军，并打入欧冠。

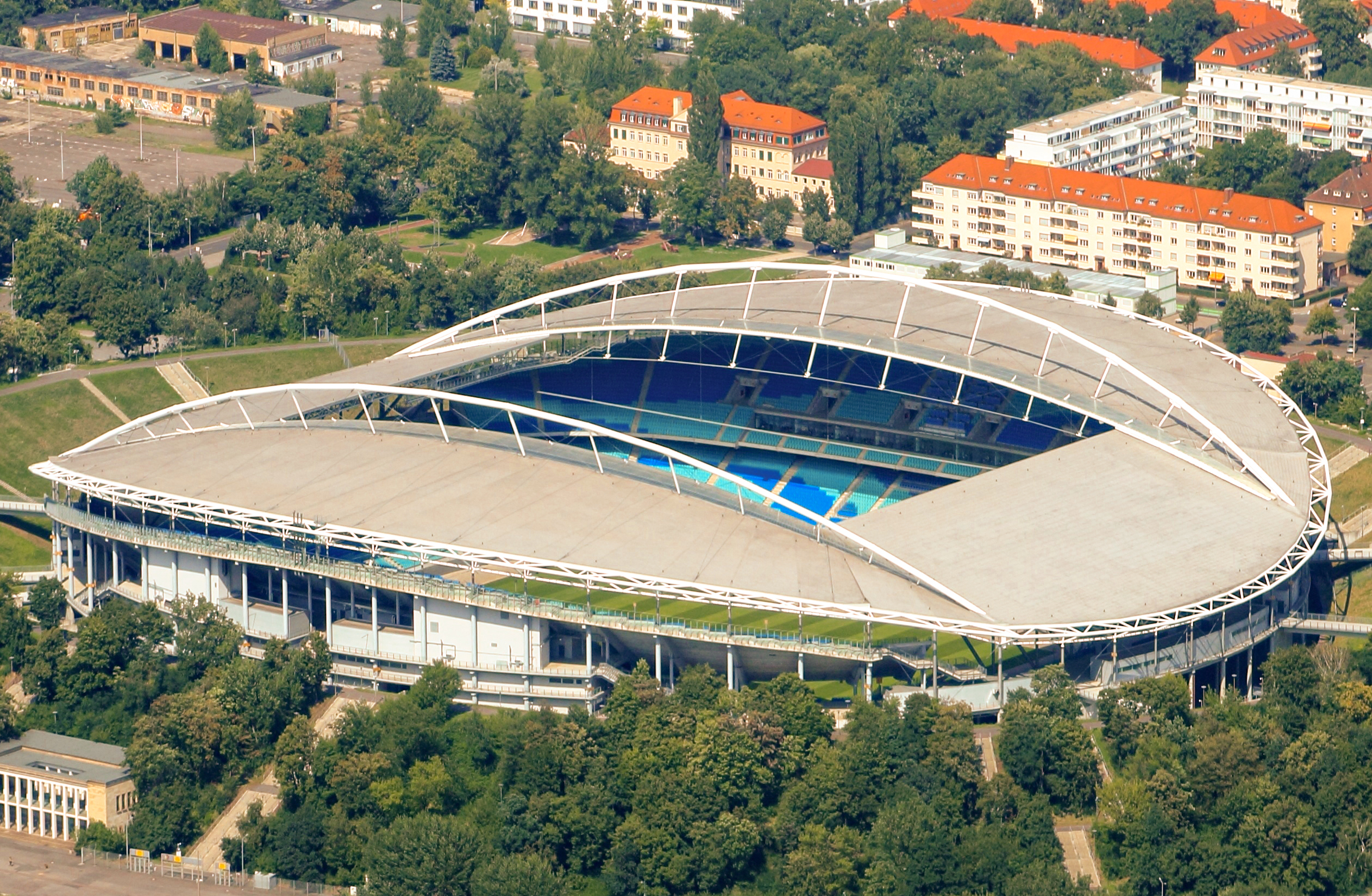

## 历史

### 俱乐部成立
| 2008-09赛季      | 2009-10赛季  | 2010-11赛季      |
| ---------------- | ------------ | ---------------- |
| 马克兰施泰特一队 | RB莱比锡一队 | RB莱比锡一队     |
|                  | 德利茨希一队 | RB莱比锡二队     |
| 马克兰施泰特二队 | RB莱比锡二队 | 马克兰施泰特一队 |
|                  | 德利茨希二队 | 德利茨希一队     |
| 马克兰施泰特三队 | RB莱比锡三队 | 马克兰施泰特二队 |
|                  | RB莱比锡四队 | 马克兰施泰特三队 |

早在2006年，红牛公司便在莱比锡开始了首次进军德国足坛的尝试。然而，其当时收购萨克森莱比锡足球俱乐部的计划却被德国足球协会否决，这是由于双方在冠名权问题上存在分歧，并且遭到了球迷的反对。德国足协还担心投资者会过度控制球队。
红牛公司在德国遇到的政策阻力主要来自两方面。其一是根据德国足协的规定，赞助商的名称不允许出现在队名中。其二是根据德国法律，单一实体（个人或公司）占大多数股权的俱乐部不允许参加联赛。该法律还提出注册俱乐部应具有至少7名会员。联赛则要求任何一家俱乐部或股份公司必须由俱乐部本身持有50%+1（1来自付费会员）的股权才可获得参赛牌照。
至2009年，随着德国足球联赛系统的改革，地区联赛级别以下的球队不再受德国足协的参赛牌照规管，因此RB莱比锡得以在2009年5月19日自主成立，成为红牛公司继奥地利的萨尔茨堡红牛、美国的纽约红牛和巴西的巴西红牛后，所投资的第四家足球俱乐部。新球队保留了红牛的首字母缩写，但因规则所限而命名为（莱比锡草地球类运动）。
RB莱比锡的目标是在未来十年内进军德国足球甲级联赛。因此他们在最初收购了马克兰施泰特在高级联赛的参赛权以及后者的3支青年队。后者俱乐部的教练组也被全数接管。而在萨克森足球协会的敦促下，RB莱比锡还接管了已破产的萨克森莱比锡的一线队及4支青年队。
当东北德足球协会于2009年6月13日同意联赛参赛权的转让、以及俱乐部名称被核准后，RB莱比锡终于得以在2009-10赛季取代马克兰施泰特参加东北高级联赛南区的角逐。然而俱乐部在比赛时无法使用官方的队徽，因为俱乐部所拟定的队徽被认为与红牛公司的企业标识过分相似，而遭到了萨克森足协的否决。但这一队徽仍然以赞助商标志的形式出现在球衣广告中，并偶尔被用作其它球迷纪念品。至2010年5月，萨克森足协才接受了俱乐部队徽经过修改的版本。

### 高级联赛
| 赛季           | 联赛         | 名次 | 得失球 | 积分 | 德国杯 |
| -------------- | ------------ | ---- | ------ | ---- | ------ |
| 2009–10        | 东北高级联赛 | 1    | 74：17 | 80   | –      |
| 绿色背景：升级 |              |      |        |      |        |

在一系列事先安排的比赛因安全问题被取消后，RB莱比锡参加的首场比赛是以友谊赛的形式在2009年6月10日主场对阵萨克森联赛球队班内维茨（SV Bannewitz），并最终以5比1获胜。而当时的比赛场地仍然设于马克兰施泰特的泉畔体育场（Stadion am Bad）。俱乐部的首场正式比赛则是在2009年7月23日举行的萨克森杯首轮。已完成主场更换的RB莱比锡以5比0击败蓝白莱比锡。而在2009年8月8日进行的首场高级联赛南区比赛中，RB莱比锡在客场以1比1战平耶拿卡尔蔡斯二队。
在2009-10赛季的前半程联赛中，尽管曾遭遇过一些挫折，例如在2009年9月13日以0比1不敌包岑布迪萨而遭遇赛季首败，RB莱比锡还是获得了南区的半程冠军。在后半程比赛中，莱比锡通过签入原德乙球员蒂莫·罗斯特等人以加强阵容，使得他们在第25轮过后便提前确保升级。在2009-10赛季的萨克森杯中，RB莱比锡需要藉此项赛事获得2010-11赛季德国杯参赛资格的任务后，然而他们却于2009年11月13日对阵茨维考的四分之一决赛中以2比3失利。至2010年5月4日，俱乐部顺利获得了由德国足协发放的地区联赛参赛牌照。
早在2010年1月，RB莱比锡在成立之初的首任主席安德烈亚斯·萨尔多（Andreas Sadlo）便离开了俱乐部，随后迪特玛·拜尔斯道夫接任CEO及主席的职位。拜尔斯多夫在该赛季最后一场比赛结束的1天后即解除了主教练蒂诺·福格尔（Tino Vogel）、助理教练拉尔斯·魏森贝格（Lars Weißenberger）和体育总监约阿希姆·克鲁格（Joachim Krug）的职务。此举的背景是为了对应红牛公司总裁迪特里希·馬特希茨的策略转变：RB莱比锡将代替萨尔茨堡红牛成为公司在足球事业上的重点项目。随后新任主教练托马斯·奥拉尔在2010年6月18日履职。
同时克里斯蒂安·米滕茨魏、斯特凡·舒曼、托尼·尤拉谢克和米夏埃尔·莱切尔等球员不获续约参加来季的地区联赛，而另外2名球员弗兰克·赖布希和罗尼·库亚特则结束了自己的足球生涯。

### 地区联赛
| 赛季           | 联赛         | 名次 | 得失球 | 积分 | 德国杯 |
| -------------- | ------------ | ---- | ------ | ---- | ------ |
| 2010–11        | 北部地区联赛 | 4    | 57：29 | 64   | –      |
| 2011–12        | 北部地区联赛 | 3    | 71：30 | 73   | 第二圈 |
| 2012–13        | 东北地区联赛 | 1    | 65：22 | 72   | –      |
| 绿色背景：升级 |              |      |        |      |        |

在2010-2011赛季开始之前，RB莱比锡又将自己的二队、三队和四队重新恢复为马克兰施泰特足球俱乐部，并将原德利茨希（ESV Delitzsch）的一线队作为自己新的预备队。2010年7月24日，为庆祝俱乐部迁入新的主场——红牛竞技场，RB莱比锡与沙尔克04举行了一场友谊赛，但以1比2告负。六天后，RB莱比锡于泉畔体育场进行了最后一次比赛：在测试赛中以2比1战胜柏林赫塔。
RB莱比锡在北部地区联赛的开局阶段取得了三连平，其中在2010年8月6日主场对阵柏林土耳其人的比赛中仅有4,028名观众到场。他们的赛季首胜在第四轮实现：于客场以2比1战胜荷尔斯泰因基尔，而第五轮他们再以2比1主场战胜马格德堡，从而获得主场首胜。经过开局阶段的低迷后，RB莱比锡在积分榜上紧紧咬住开姆尼茨，成为北区升级的热门球队之一。继在夏季转会窗购入卡斯滕·卡姆洛特和蒂姆·塞巴斯蒂安之后，RB莱比锡在年底又成功签下巴西人蒂亚戈·罗肯巴赫，表达了自己的升级决心。然而，球队在该赛季最终仅以第4名完赛，无缘升级。而同一赛季的萨克森杯则是RB莱比锡在主教练托马斯·奥拉尔治下所夺得的首个冠军奖杯，他们于2011年6月1日进行的决赛中以1比0击败了开姆尼茨，并因此获得了来季的德国杯参赛资格。
由于错过了升级的机会，彼得·帕库尔特于2011年5月4日，当赛季还未结束时便被宣布自2011-12赛季起担当球队主教练，这意味着奥拉尔的任期仅过了一个赛季就被终止。几乎就在同时，于2011年2月才上任的体育总监也被宣布解职，因此各媒体均将此与帕库尔特的任命联系在了一起。在此之前，许多球员已经确认要离开，因此只有丹尼·罗辛、蒂莫·罗斯特和本杰明·贝洛特这3位在高级联赛时代便开始效力的球员至2011-12赛季仍然留在莱比锡，而包括英戈·黑奇在内的另外4名球员仅出现在预备队的计划之中。在2011-12赛季德国杯，RB莱比锡于首轮以3比2爆冷击败德甲球队沃尔夫斯堡，但他们却在第二轮以0比1不敌另一支德甲球队奥格斯堡。
俱乐部历史上的最大比分胜利发生于2012年2月19日，他们以8比2战胜威廉港足球俱乐部。在2011-12赛季，随着RB莱比锡在倒数第二轮被沃尔夫斯堡二队以2比2逼平，他们再次错过了升入丙级联赛的机会，并在2012-13赛季开始参加新成立的东北地区联赛比赛。
在2012-13赛季东北地区联赛开赛前，RB莱比锡迎来了2位关键人物：其一是在2012年6月底，拉尔夫·朗尼克结束其漫长的赋闲，成为俱乐部的新任体育总监。其二则是接替原主教练彼得·帕库尔特而履新的亚历山大·措尼格。俱乐部因此获得了比前两个年更为成功的赛季。在联赛前半程的倒数第三轮中，他们便凭借客场战胜茨维考而稳获半程冠军。而在2013年5月7日，RB莱比锡便提前获得赛季冠军，因为他们在第18轮被柏林AK逼平后便保持全胜。而在同一赛季的萨克森杯中，他们历史上第二度进入决赛，并以4比2再次战胜开姆尼茨，并因此获得了来季的德国杯参赛资格。在德丙升级附加赛中，俱乐部又凭借两回合4比2的总比分淘汰洛特体育之友，历史上首次晋级丙级联赛。其中首回合在主场以2比0获胜的比赛共吸引30,140人观战，这也创造了第四级别联赛史上最高的上座纪录。次回合则是通过加时赛以2比2逼平对手。

### 丙级联赛
| 赛季           | 联赛     | 名次 | 得失球 | 积分 | 德国杯 |
| -------------- | -------- | ---- | ------ | ---- | ------ |
| 2013–14        | 丙级联赛 | 2    | 65：34 | 79   | 第一轮 |
| 绿色背景：升级 |          |      |        |      |        |

2013-2014赛季是RB莱比锡首次出现在德国足球丙级联赛。俱乐部在夏季转会窗签入多名新球员，他们包括从法兰克福FSV转入的安东尼·容、洛特体育之友的托比亚斯·维勒斯、斯图加特的约苏亚·金米希、茨维考的安德烈·卢格、雅典AEK的克里斯托斯·帕帕迪米特里奥、林比的优素福·波尔森和霍芬海姆的丹尼斯·托马拉。
对阵奥格斯堡的德国杯首轮比赛于2013年8月2日在莱比锡进行，对方早在2011年便曾击败过RB莱比锡，而这次他们再以2比0获胜，使得RB莱比锡保持了一年之久的不败纪录被打破。但在联赛中，这种情况并没有出现，RB莱比锡直至8月底的第六轮比赛中才被当时的积分榜领头羊韦恩威斯巴登以2比1击败。2013年10月5日，RB莱比锡再度向联赛领头羊发起冲击，但此次的对手已换成海登海姆，后者在一周刚刚前取代了韦恩威斯巴登的地位，并将该名次一直保持到赛季结束。莱比锡最终在福伊特竞技场令人信服的以2比0获胜，并由此跃升至积分榜第3。在这场比赛之后，俱乐部始终维持在升级区的排名之内。
在冬季转会窗之中，克里斯托斯·帕帕迪米特里奥、尤里·尤德特、卡斯滕·卡姆洛特和巴斯蒂安·舒尔茨相继离开了RB莱比锡。作为弥补，俱乐部则签下了帕德博恩07的迭戈·登默、沃尔夫斯堡的费德里科·帕拉西奥斯-马丁内斯、赫尔辛基的米科·苏姆萨洛以及萨尔茨堡红牛的格奥尔格·泰格尔。
在客场以1比2不敌杜伊斯堡后，RB莱比锡直至赛季结束都没有再遇到更多的挫折，唯面对升级竞争对手达姆施塔特时，才奉献出令人印象深刻的对决。两支球队在第35轮相遇，最终RB莱比锡以1比0小胜。2014年5月3日，RB莱比锡在倒数第二轮以5比1薩爾布呂肯，从而提前一轮升入乙级联赛。他们也因此成为了历史上第4支仅用时4个赛季便从第五级别联赛升入德乙的球队。

### 乙级联赛
| 赛季           | 联赛     | 名次 | 得失球 | 积分 | 德国杯 |
| -------------- | -------- | ---- | ------ | ---- | ------ |
| 2014–15        | 乙级联赛 | 5    | 39：31 | 50   | 第三轮 |
| 2015–16        | 乙级联赛 | 2    | 54：32 | 67   | 第二轮 |
| 绿色背景：升级 |          |      |        |      |        |

随着制度的变更，德国足球乙级联赛的参赛牌照已不再由德国足协（仅丙级联赛）、东北德足协（仅地区联赛及东北高级联赛）或萨克森足协（仅州级联赛及更低级别联赛）发放，而是由德国足球联赛协会负责。在2014年4月22日，RB莱比锡宣布已向德国足球联赛协会递交了相关的乙级联赛牌照申办材料。因此该俱乐部将在原则上获得2014-15赛季的比赛资格。但俱乐部必须满足三项条件：通过显著降低会费（此前为每年800欧元）以吸纳新会员、允许红牛公司的官员在俱乐部管理层不占大多数，以及根据德国足球联赛协会的规定将俱乐部标识与红牛公司的标识作出区分。而在线法律杂志《法律论坛在线》在评估了德国足球联赛协会的三项条件后，认为其存在法律问题。
RB莱比锡在2014年4月30日的规定期限前又递交了一份对施加相关条件的申诉材料，但被德国足球联赛协会在5月8日驳回。而俱乐部本身对此情况并没有再提出任何官方申诉，红牛公司总裁迪特里希·马特希茨甚至做好了来季继续参加丙级联赛的准备。但体育总监拉尔夫·朗尼克在此前接受媒体采访时却表示，愿意就标识的变更作出让步。2014年5月15日，德国足球联赛协会最终向RB莱比锡发放了乙级联赛的参赛牌照。作为交换，RB莱比锡承诺将满足两项原始条件，即进一步将俱乐部标识与红牛公司的标识作出区分，并设立一个独立于主赞助商的管理职位。

### 甲級聯賽
| 赛季    | 联赛     | 名次 | 得失球  | 积分 | 德国杯 |
| ------- | -------- | ---- | ------- | ---- | ------ |
| 2016–17 | 甲级联赛 | 2    | 66：39  | 67   | 第一轮 |
| 2017–18 | 甲級聯賽 | 6    | 57：53  | 53   | 第二輪 |
| 2018–19 | 甲級聯賽 | 3    | 63：29  | 68   | 亞軍   |
| 2019–20 | 甲級聯賽 | 3    | 81：37  | 66   | 十六強 |
| 2020–21 | 甲級聯賽 | 2    | 60：32  | 65   | 亞軍   |
| 2021–22 | 甲級聯賽 | 4    | 72：37  | 58   | 冠軍   |
| 2022–23 | 甲組聯賽 | 3    | 64：41  | 66   | 冠軍   |
| 2023–24 | 甲組聯賽 | 4    | 77：39  | 65   | 第二輪 |
| 2024–25 | 甲組聯賽 | 7    | 53 : 48 | 51   | 四強   |

2016-17賽季是萊比錫的第一個頂級聯賽賽季，升上德甲後，朗尼克結束了自己在主教練上的工作，進到球隊管理層，主教練一職由德甲因戈尔施塔特主教練哈森许特尔接任。俱樂部在2016年夏窗轉會期間引進了不少優秀的年輕球員，其中有不少球員來自薩爾斯堡紅牛足球俱樂部，例如奥地利足球超级联赛最佳球員纳比·凯塔，這種「左手交右手」的行為也招惹了薩爾斯堡紅牛球員的不滿，不過萊比錫主管朗尼克稱這種說法是在譁眾取寵。
RB萊比錫自兩德統一以來成為首位德甲首秀，晉級歐洲賽事隊伍，在2017年4月15日以4–0勝弗赖堡体育保證至少參加歐洲聯賽的資格。他們也是自柏林聯盟晉級2001–02年歐洲足協盃以來晉級歐洲賽事前東德地區的隊伍。後來，萊比錫在2017年5月6日在柏林奧林匹克體育場以4–1擊倒柏林赫塔保證了參加2017–18年歐洲冠軍聯賽資格，在俱樂部晉升為德甲聯賽週年之前的兩天。 有超過三千名粉絲出席慶祝團隊的成功。最终在这个赛季球队获得德甲亚军，队内的福斯贝里获得当赛季德甲助攻王。然而，首年的德甲成功並沒有為哈森許特爾帶來高層的信任和續約，17-18賽季萊比錫在歐冠門票的邊緣掙扎，萊比錫開始接觸連兩年帶領霍芬海姆打進歐冠的少帥納格爾斯曼，哈森許特爾沒能獲得高層青睞的憤怒也連帶影響了團隊士氣，最後以2分的微小差距無緣歐冠，哈森許特爾隨即在季末以「不願意做為納格爾斯曼到來前的看守領隊」的理由宣布辭職。歐洲聯賽最後止步於分組第三。
18-19賽季，球隊宣布先前率領球隊晉升德甲的前教練朗尼克將會回鍋，而後者在這次的過渡任期中採取了早早放棄歐霸聯賽的策略並取得顯著成效：球隊在後三分之二的球季都穩定的保持在前四的位置，最後以第三坐收；同年也首次打進德國足協杯的決賽，然而遭到應屆德甲冠軍拜仁慕尼黑3-0痛宰，獲得亞軍，朗尼克在漂亮的完成了救火任務後重新回到隊伍的管理層。19-20赛季莱比锡在新教練到來後联赛势头更加猛烈，在德甲的名次一度升至第二，还打出了6：1沃尔夫斯堡和8：0美因茨等大比分胜利，并且创造两次面对拜仁都没有失球的记录。
2021-22赛季，多梅尼科·特德斯科帶領球隊奪得德国足协杯冠軍，這是球隊首個重要錦標。

### 欧冠联赛
RB莱比锡打入了2017-2018赛季的欧洲冠军联赛，但未能小组出线，最後止步於歐洲聯賽八強。2019-2020赛季欧冠联赛，RB莱比锡小组第一出线，并在淘汰赛第一轮两回合4：0淘汰上一年的欧冠亚军热刺，历史上第一次晋级欧冠八强。32岁的少帅纳格尔斯曼也成为最年轻的欧冠八强球队教练，而在2020年8月12日，他们单场制的八强爆冷以2:1淘汰马德里体育会，再一次创造历史首度晋级4强。

## 球會荣誉
- 东北地区联赛冠军：2013年
- 东北高级联赛冠军：2010年
- 萨克森杯（德语：Sachsenpokal）冠军：2011年、2013年
- 德國盃冠軍：2022年、2023年
- 德国超级杯冠軍：2023年

## 俱乐部架构

### 管理层
| 监事会             | 监事会       |
| 成员               | 职位         |
| ------------------ | ------------ |
| 瓦尔特·巴辛格      | 财务部主管   |
| 维布克·格尔尼      |              |
| 奥利弗·胡伯图斯    |              |
| 荣誉会             |              |
| 成员               | 职位         |
| 福尔克·费希特鲍尔  | 法律部主管   |
| 迪特里希·格尔尼    |              |
| 克里斯蒂安·豪尔    |              |
| 董事会             |              |
| 成员               | 职位         |
| 奥利弗·明茨拉夫    | 董事会主席   |
| 乌尔里希·沃尔特    |              |
| 弗兰克·齐默曼      |              |
| 营运部             |              |
| 成员               | 职位         |
| 乌尔里希·沃尔特    | 营运主管     |
| 弗兰克·齐默曼      | 财务         |
| 卡伊·赫拉尔        | 组织及竞赛   |
| 约尔格·库泽亚      | 市场         |
| 沙里夫·索克里      | 新闻官       |
| 体育管理           |              |
| 成员               | 职位         |
|                    | 全球体育总监 |
| 拉尔夫·朗尼克      | 体育总监     |
| 弗里德·施罗夫      | 青训主管     |
| 托马斯·施利克      | 门将协调     |
| 汉斯-于尔根·克赖舍 | 首席球探     |

### 会员
相较于其它所有德国足球俱乐部，RB莱比锡承认其追随者没有官方途径可以获得俱乐部的表决权。董事会成员乌尔里希·沃尔特声称，RB莱比锡并不像其它俱乐部依靠大量的会员人数支撑。沃尔特表示俱乐部已为死忠球迷的成员制定了框架，其意义不同于传统的德国足球，并且他们希望完全避免这种情况。因此根据媒体的相应报道，俱乐部在成立后的前五年中只有不到10名正式会员。
作为申请乙级联赛参赛牌照的一部分，德国足球联赛协会为为俱乐部设定了多项要求，其中包括管理层的调整。在此过程中，RB莱比锡也首次开放了面向社会吸纳官方会员的可能。会员的年费介乎于70至1000欧元之间，旨在用于促进青训的发展。作为回报，会员可以享受某些特定的特权，例如球票的优先购买权、参加球队的见面会以及使用红牛竞技场的健身设备等。然而，会员仍然不具备俱乐部的表决权。

## 球員名單（2025-2026赛季）
1. 粗體字為新加盟球員（青年隊提升不計）。
2. 者為傷患球員。
3. 国籍图标根据国际足联的参赛资格定义。但球员可能会持有多于一个非国际足联定义的国籍。
4. 名单来源： （页面存档备份，存于）
5. 2025年夏季轉會窗（英语：List of German football transfers summer 2025）：6月1日至10日，6月16日至9月1日[41]

### 現役球員
| 號碼  | 國籍       | 球員                            | 位置     | 年齡  | 加盟年份 | 前屬球會       | 轉會費      |
| 門 將 | 門 將      | 門 將                           | 門 將    | 門 將 | 門 將    | 門 將          | 門 將       |
| ----- | ---------- | ------------------------------- | -------- | ----- | -------- | -------------- | ----------- |
| 1     | 匈牙利     | （Péter Gulácsi）               | 門將     | 35    | 2015     | 薩爾斯堡紅牛   | 300萬歐元   |
| 21    | 德国       | （Janis Blaswich）              | 門將     | 34    | 2022     | 荷華高斯       | 自由轉會    |
| 25    | 德国       | 利奥波德·青格勒（Leopold Zingerle）   | 門將     | 31    | 2023     | 柏達邦         | 自由轉會    |
| 26    | 比利时     | （Maarten Vandevoordt）         | 門將     | 23    | 2024     | 亨克           | 1,000萬歐元 |
| 後 衛 |            |                                 |          |       |          |                |             |
| 3     | 荷兰       | （Lutsharel Geertruida）        | 右閘     | 25    | 2024     | 飛燕諾         | 2,000萬歐元 |
| 4     | 匈牙利     | （Willi Orban）                 | 中堅     | 32    | 2015     | 凱沙羅頓       | 200萬歐元   |
| 5     | 法國       | （El Chadaille Bitshiabu）      | 中堅     | 20    | 2023     | 巴黎圣日耳曼   | 1,500萬歐元 |
| 16    | 德国       | （Lukas Klostermann）           | 中堅     | 29    | 2014     | 波琴           | 100萬歐元   |
| 17    | 德国       | （Ridle Baku）                  | 右閘     | 27    | 2025     | 沃尔夫斯堡     | 450萬欧元   |
| 21    | 塞尔维亚   | （Kosta Nedeljkovic）           | 右閘     | 19    | 2025     | 阿士東維拉     | 租借1.5季   |
| 22    | 德国       | （David Raum）                  | 左閘     | 27    | 2022     | 賀芬咸         | 2,600萬歐元 |
| 23    | 法國       | （Castello Lukeba）             | 中堅     | 22    | 2023     | 里昂           | 3,000萬歐元 |
| 35    | 德国       | （Max Finkgräfe）               | 左后卫   | 21    | 2025     | 科隆           | 400萬歐元   |
| 39    | 德国       | （Benjamin Henrichs）           | 右閘     | 28    | 2021     | 摩納哥         | 1,500萬歐元 |
| 中 場 |            |                                 |          |       |          |                |             |
| 6     | 荷兰       | （Ezechiel Banzuzi）            | 正中場   | 20    | 2025     | 旧海弗莱鲁汶   | 1,600萬歐元 |
| 7     | 挪威       | （Antonio Nusa）                | 左翼     | 20    | 2024     | 布魯日         | 2,100萬歐元 |
| 8     | 马里       | （Amadou Haidara）              | 正中場   | 27    | 2019     | 薩爾斯堡紅牛   | 1,900萬歐元 |
| 13    | 奥地利     | （Nicolas Seiwald）             | 正中場   | 24    | 2023     | 薩爾斯堡紅牛   | 2,000萬歐元 |
| 14    | 奥地利     | （Christoph Baumgartner）       | 進攻中場 | 26    | 2023     | 賀芬咸         | 2,400萬歐元 |
| 18    | 比利时     | （Arthur Vermeeren）            | 防守中場 | 20    | 2024     | 马德里竞技     | 2,000萬歐元 |
| 20    | 德国       | 阿桑·（Assan Ouédraogo）        | 正中場   | 19    | 2024     | 沙尔克04       | 1,000萬歐元 |
| 24    | 奥地利     | （Xaver Schlager）              | 正中場   | 27    | 2022     | 沃尔夫斯堡     | 1,200万欧元 |
| 33    | 塞尔维亚   | （Andrija Maksimović）          | 進攻中場 | 18    | 2025     | 贝尔格莱德红星 | 1,400萬歐元 |
| 44    | 斯洛文尼亚 | （Kevin Kampl）                 | 正中場   | 34    | 2017     | 勒沃库森       | 2,000萬歐元 |
| 45    | 北馬其頓   | （Eljif Elmas）                 | 中場     | 25    | 2024     | 那不勒斯       | 2,400萬歐元 |
| 49    | 科特迪瓦   | （Yan Diomande）                | 進攻中場 | 18    | 2025     | 萊加內斯       | 2,000萬歐元 |
| 前 锋 |            |                                 |          |       |          |                |             |
| 9     | 比利时     | （Johan Bakayoko）              | 右翼     | 22    | 2025     | PSV燕豪芬      | 1,800萬歐元 |
| 10    | 荷兰       | （Xavi Simons）                 | 進攻中場 | 22    | 2023     | 巴黎圣日耳曼   | 5,000萬歐元 |
| 11    | 比利时     | （Loïs Openda）                 | 中鋒     | 25    | 2023     | 朗斯           | 4,300萬歐元 |
| 27    | 法國       | （Tidiam Gomis）                | 左翼     | 19    | 2025     | 卡昂           | 100萬歐元   |
| 36    | 德国       | （Timo Werner）                 | 前鋒     | 29    | 2022     | 車路士         | 2,830萬歐元 |
| 40    | 巴西       | 羅慕洛·卡多索（Rômulo Cardoso） | 中鋒     | 23    | 2025     | Göztepe S.K.   | 2,000萬歐元 |

1. ↑  另浮動條款500萬歐元
2. ↑  租借一季(24/25)後買斷，租借費300萬歐元
3. ↑  另浮動條款400萬歐元
4. ↑  租借1.5季(23/24，24/25上)後買斷
5. ↑  另浮動條款500萬歐元

### 外借球員
| 號碼             | 國籍             | 球員               | 位置             | 年齡             | 加盟年份         | 外借球會         | 外借球季         |
| 2025年夏季轉會窗 | 2025年夏季轉會窗 | 2025年夏季轉會窗   | 2025年夏季轉會窗 | 2025年夏季轉會窗 | 2025年夏季轉會窗 | 2025年夏季轉會窗 | 2025年夏季轉會窗 |
| ---------------- | ---------------- | ------------------ | ---------------- | ---------------- | ---------------- | ---------------- | ---------------- |
| 37               | 德国             | （Frederik Jakel） | 中堅             | 24               | 2019             | 布倫瑞克         | 25/26球季        |

### 離隊球員
1. 『*』為先租出一季或半季後售出。

| 號碼             | 國籍             | 球員               | 位置             | 年齡             | 加盟年份         | 加盟球會         | 轉會費           |
| 2025年夏季轉會窗 | 2025年夏季轉會窗 | 2025年夏季轉會窗   | 2025年夏季轉會窗 | 2025年夏季轉會窗 | 2025年夏季轉會窗 | 2025年夏季轉會窗 | 2025年夏季轉會窗 |
| ---------------- | ---------------- | ------------------ | ---------------- | ---------------- | ---------------- | ---------------- | ---------------- |
| 9                | 丹麦             | （Yussuf Poulsen） | 中鋒             | 31               | 2013             | 汉堡             | 100萬歐元        |
| 26               | 几内亚           | （Ilaix Moriba）   | 中場             | 22               | 2021             | 塞爾塔           | 600萬歐元*       |
| 30               | 斯洛文尼亚       | （Benjamin Šeško） | 中鋒             | 22               | 2023             | 曼聯             | 7,650萬歐元      |
| 37               | 葡萄牙           | （André Silva）    | 中鋒             | 29               | 2021             | 埃尔切           | 100萬歐元        |

## 教职员

### 教练组
| 姓名              | 职位         |
| ----------------- | ------------ |
| 马尔科·罗泽       | 主教练       |
| 莫里茨·福尔茨     | 助理教练     |
| 佩里·布劳蒂加姆   | 守门员教练   |
| 蒂姆·洛宾格       | 体能教练     |
| 克里斯托夫·艾尔泽 | 体能教练     |
| 丹尼尔·鲍德       | 球队经理     |
| 菲利普·劳克斯     | 运动心理学家 |
| 弗兰克·斯特里格勒 | 球队医生     |
| 拉尔夫·齐默曼     | 球队医生     |
| 亚历山大·塞克拉   | 物理治疗师   |
| 斯文·沃布泽       | 物理治疗师   |
| 安雅·斯特罗贝尔   | 物理治疗师   |
| 丹尼尔·阿克曼     | 录像分析师   |

## 主场

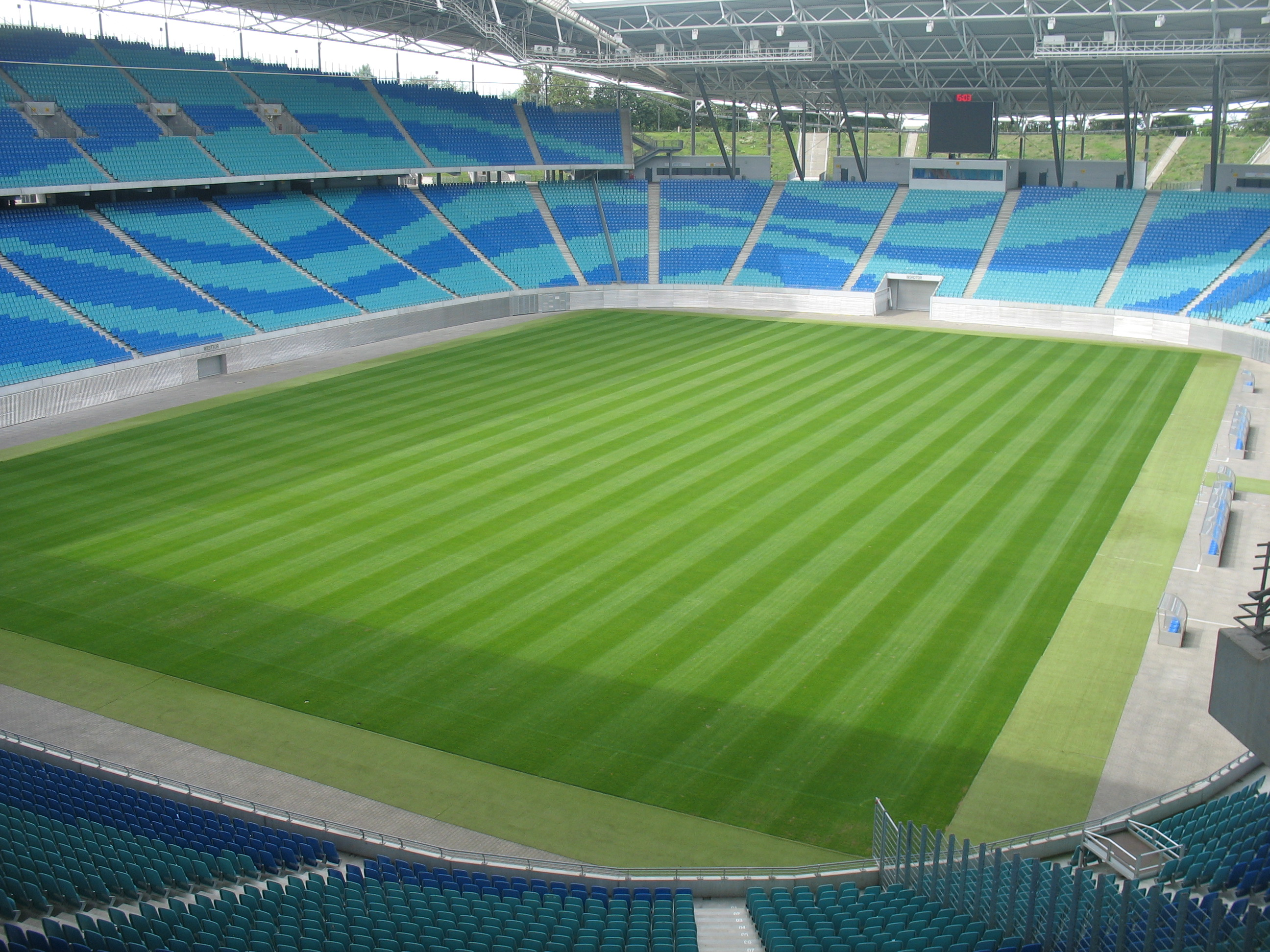
莱比锡红牛竞技场

RB莱比锡如今的主场设于可容纳44,345人的莱比锡红牛竞技场，即原来的中央体育场。体育场的冠名权合同将生效至2020年止，但可根据选择权延长至2040年。而在俱乐部成立后的首个赛季，其主场是设于马克兰施泰特的泉畔体育场，后者仅可容纳5,500名观众。
在2013年5月29日进行的德丙升级附加赛中，红牛竞技场共录得30,104名现场观众，从而创造了第四级别联赛史上最高的上座纪录。RB莱比锡的主场观战最高人数纪录则是42,317人，这是在2014年5月3日对阵萨尔布吕肯的丙级联赛中产生。此外，在2013年5月15日对阵开姆尼茨的萨克森杯决赛中，也刷新了这项赛事的最高观战人数纪录。早在2011年于相同场地举行的萨克森杯决赛中，红牛竞技场便以13,958人的数量创造了纪录，而仅两年后这一数字便被提高至16,864人。RB莱比锡也在这项新纪录面前以4比2获胜。

## 训练中心
红牛公司在2010年宣布，将长期致力于在莱比锡发展足球事业，并在此背景下开始物色一个包含有多块天然和人造草皮的训练场地，该设施也可用于青训。同年底，该俱乐部场地决定在靠近莱比锡小型展会附近的科塔径（Cottaweg）附近兴建，其占地92,000平方米，建造费用为3,000万欧元。经过与持反对意见的多个环保组织进行艰难谈判后，RB莱比锡的计划最终于2010年12月15日获得市政府通过。
建设工程自2011年3月起分两个阶段进行。在第一阶段施工中直接产生了3块天然草场和1块人造草场，球员宿舍和卫生设施则被暂时安置在集装箱房屋之中。以此完工的阶段在2011年8月12日开放。
自2012年11月底，莱比锡市议会批准了科塔径以西的发展计划，使得计划再度修改。新计划的审批程序已顺利完成，因此得以在2013年底动工。然后还将继续产生更多的足球场地和一个青训营。当局还计划兴建一个可容纳1,000名观众的看台，预期可用作RB莱比锡二队和青年队的主场。这座球场边的建筑自2014年春天起动工，至2015年夏天落成，并将耗资350万欧元。

## 争议
早在成立之初，俱乐部便遭到了大规模的抗议和敌对行动。在马克兰施泰特足球俱乐部的参赛权被收购后，莱比锡郊区便发生了抗议活动，其中比赛场地的广告牌被损，草地也被除草剂破坏。另外两家俱乐部萨克森莱比锡和莱比锡火车头的支持者则担心新俱乐部会使传统的球迷文化走向衰落，并使这一地区的足球商业化。然而在当地的莱比锡人民日报进行的一项非正式调查中表明，有约七成的读者都支持红牛公司的举动。
俱乐部在全国范围内也遭到了不少球迷的批评。其中黑森卡塞尔和柏林联盟在球迷抗议后表示不会参加原定的友谊赛。而在备战2012-2013赛季期间，RB莱比锡原计划对阵奥厄、奥芬巴赫踢球者和开姆尼茨的其它测试赛也都因对方的球迷抗议而取消。球迷抗议活动的主要原因是红牛公司过度影响了球队政策和人事政策。因此球迷们尽管可以申请成为会员，但这一申请必须得到俱乐部荣誉理事会的批准。此外，俱乐部的董事会成员也完全来自红牛公司。
经济学家托比亚斯·科尔曼，作为当时维多利亚科隆的主席，在2011年表示红牛公司所投资的RB莱比锡是“对其产品具有明显的经济和营销目的”，因此RB莱比锡也成为了德国足坛的第一支“营销俱乐部”。他形容红牛公司在RB莱比锡的活动引发了“德国足球的体育政治地震”。
足球杂志《11朋友》也多次对RB莱比锡提出批评，其最近的一次是在第148期（2014年3月刊），发表了一篇题为“红牛的大忽悠（Der große Red-Bull-Bluff）”的文章。但该杂志的出版人马蒂亚斯·霍斯特曼自2014-15赛季起却担任RB莱比锡餐饮公司的负责人。
2020年3月1日，在德甲莱比锡与勒沃库森的比赛开始后，红牛竞技场的安保人员从球场内驱逐了20名日本球迷，理由是担心他们感染了新冠病毒，莱比锡红牛官方在2日道歉：“我们希望表明，我们已经和受影响的球迷们见了面，并邀请他们回归，同时向他们诚恳的道歉。”